# Río Chontayacu
Der Río Chontayacu, alternative Schreibweise: Río Chuntayaco, im Unterlauf auch Río Uchiza, ist ein 107 km langer linker Nebenfluss des Río Huallaga in Zentral-Peru in den Provinzen Marañón (Region Huánuco) und Tocache (Region San Martín).

## Flusslauf
Der Río Chontayacu hat seinen Ursprung in einem etwa 3900 m hoch gelegenen Bergsee in der peruanischen Zentralkordillere 11 km ostnordöstlich von Huacrachuco. Der Río Chontayacu fließt anfangs 25 km nach Südosten. Anschließend nimmt er von rechts und von links einen größeren Nebenfluss auf. Der Río Chontayacu durchfließt die Distrikte Cholón und Uchiza in östlicher Richtung. Ab Flusskilometer 82 folgt die Nationalstraße 12A dem Flusslauf. Bei Flusskilometer 78 liegt das Distriktverwaltungszentrum San Pedro de Chonta oberhalb des linken Flussufers. Bei Flusskilometer 25 trifft der Río Crisnejas von links auf den Río Chontayacu. Anschließend durchquert der Fluss den Süden der Provinz Tocache. Der Fluss passiert bei Flusskilometer 14 die am linken Flussufer gelegene Kleinstadt Uchiza. Schließlich mündet der Río Chontayacu 28 km südsüdöstlich der Provinzhauptstadt Tocache auf einer Höhe von etwa 496 m in den Río Huallaga.

## Einzugsgebiet
Der Río Chontayacu entwässert ein Areal von etwa 2350 km². Im Süden grenzt das Einzugsgebiet des Río Chontayacu an das des Río Huamuco (auch Río Yanajanca), im Westen an das des Río Marañón sowie im Norden an das Einzugsgebiet des Río Tocache.